# Slava Mogutin
Iaroslav Iúrievitx Mogutin, més conegut pel nom artístic de Slava Mogutin (Kémerovo, 12 d'abril de 1974) és un artista rus establert a Nova York. Multidisciplinari, Mogutin és conegut per les seves fotografies, escrits, vídeos, instal·lacions, escultures i pintures. En totes les seves creacions sol dominar un poderós to homoeròtic. A causa del seu activisme homosexual, va ser amenaçat judicialment a Rússia i va demanar asil als Estats Units, on es va establir. Amb el músic Brian Kenny, forma la parella artística SUPERM. També ha traduït al rus l'obra d'importants escriptors estatunidencs i ha participat en pel·lícules pornogràfiques amb l'àlies de Tom International.

## Biografia
Va néixer a la ciutat industrial de Kémerovo, a Sibèria, però d'adolescent es va traslladar a Moscou. Va començar de molt jove a treballar com a periodista per a editorials, diari i emissores de ràdio. Entre les publicacions en les quals va col·laborar es trobaven la Nezavissimaia Gazeta i els diaris Moskovskie Novosti i Novi Vzgliad. Pels seus articles en aquest últim va rebre la reprovació oficial de les autoritats russes a causa de la seva oberta homosexualitat i al seu activisme gai. Va ser acusat d'atemptar oberta i deliberadament contra la moralitat pública, d'activisme maliciós amb extrema insolència, de fomentar la divisió social, nacional i religiosa, d'enaltir la violència brutal, les patologies psiquiàtriques i perversions sexuals. Es va exposar a ser condemnat a una sentència de set anys de presó, per la qual cosa va abandonar Rússia i va sol·licitar asil polític als Estats Units, amb el suport d'Amnistia Internacional i del PEN American Center.

A partir de la seva arribada a Nova York, Mogutin va centrar la seva activitat en les arts visuals i es va convertir en un membre molt actiu de l'escena artística de Lower Manhattan. Des de 1999 les seves fotografies s'han exposat en galeries, museus i centres d'art d'importància internacional i s'han publicat en mitjans com The New York Times', The Village Voice, i-D, Visionaire, L'Uomo Vogue i Butt.

## SUPERM
L'any 2004 es va unir amb músic de hip-hop i electrònica Brian Kenny per formar la parella artística SUPERM, nom amb el qual signen exposicions conjuntes i altres activitats artístiques, com les que engloben sota el títol Wigger, paraula despectiva que en argot significa White nigger ("negre blanc") i amb la qual es denigra als joves blancs que als Estats Units imiten la cultura urbana pròpia dels negres, com la música hip-hop. Aquestes accions suposen una reflexió sobre la identitat racial i cultural.

## Publicacions

### Literatura i traduccions
Com a autor literari, Mogutin va publicar set llibres a Rússia abans d'exiliar-se als Estats Units. Ha traduït al rus poemes d'Allen Ginsberg, assajos de William Burroughs i textos de Dennis Cooper. Va guanyar el premi Andrei Beli el 2000.

### Fotografia
Ha publicat dues monografies d'alt contingut eròtic: Lost Boys i NYC Go-Go.

## Cinema
Ha intervingut com a actor en la pel·lícula independent Stay until tomorrow (2004) de Laura Colella, a Skin Flick (1999) de Bruce LaBruce i en diverses pel·lícules pornogràfiques de Michael Lucas. Com a actor porno utilitza l'àlies de Tom International.